# Trygg i min Jesu armar
Trygg i min Jesu armar är en sång från 1868 med en tre verser lång text av Fanny Crosby och musik av William Howard Doane. Erik Nyström översatte 1875 sången till svenska. Det engelska originalets namn är Safe in the arms of Jesus och är medtagen i The English Hymnal with Tunes, som nummer 580.
Melodin sjungs och spelas 4/4-takt i moderato; stilla gående.

## Publicerad i
- Sånger till Lammets lof 1877 som nr 4 med referens till 5 Mose 33: 27 i Bibeln.
- Svenska Missionsförbundets sångbok 1894 som nr 335 under rubriken "Guds barns trygghet".
- Svensk söndagsskolsångbok 1908 som nr 200 under rubriken "Guds barns trygghet"
- Svenska Missionsförbundets sångbok 1920 som nr 332 under rubriken "Guds barns trygghet".
- Samlingstoner 1922 som nr 122  under rubriken "Trossånger".
- Frälsningsarméns sångbok 1929 som nr 357 under rubriken "Jubel, erfarenhet och vittnesbörd".
- Sionstoner 1935 som nr 353 under rubriken "Nådens ordning: Trosliv och helgelse".
- Guds lov 1935 som nr 358 under rubriken "Erfarenheter på trons väg".
- Sånger och psalmer 1951 som nr 373 under rubriken "Troslivet. Trygghet och förtröstan".
- Frälsningsarméns sångbok 1968 som nr 422  under rubriken "Det Kristna Livet - Erfarenhet och vittnesbörd".
- Lova Herren 1988 som nr 438 under rubriken "Guds barns trygghet och frid".
- Frälsningsarméns sångbok 1990 som nr 594 under rubriken "Erfarenhet och vittnesbörd".